# Katrin Löffler
Katrin Löffler (* 1964 in Riesa) ist eine deutsche Germanistin und Historikerin.

## Leben und Werk
Katrin Löffler wurde nach dem Abitur Krankenschwester und arbeitete in der Redaktion einer Kirchenzeitung. Von 1993 bis 1999 studierte sie an den Universitäten Leipzig und Turin Germanistik, Geschichte sowie Allgemeine und Vergleichende Literaturwissenschaft. 2004 wurde sie zum Thema Anthropologische Konzeptionen in der Literatur der Aufklärung. Autoren in Leipzig 1730–1760 promoviert, 2014 habilitierte sie sich bei Dieter Burdorf mit der Arbeit Der kritische Blick zurück. Identitätskonstruktionen in autobiographischen Texten über das Leben in der DDR (2015 Veröffentlichung in Buchform unter dem Titel: Systemumbruch und Lebensgeschichte. Identitätskonstruktion in autobiographischen Texten ostdeutscher Autoren).
Löffler war mehrere Jahre lang als Wissenschaftliche Mitarbeiterin an der Universität Leipzig tätig. Seit 2013 arbeitet sie in der Universitätsbibliothek Leipzig am Forschungsprojekt Gelehrte Journale und Zeitungen der Aufklärung der Niedersächsischen Akademie der Wissenschaften zu Göttingen mit. Außerdem ist sie Mitherausgeberin und Beiträgerin des u. a. von Mark Lehmstedt begründeten Leipziger Jahrbuchs zur Buchgeschichte sowie im Herausgeberbeirat der Kulturstiftung Leipzig für die Leipziger Blätter.
Ihre Forschungs- und Publikationsschwerpunkte sind die Literaturgeschichte des 18. Jahrhunderts (speziell der Aufklärung) und der DDR, der christlich-jüdische Dialog in der DDR, die Buchgeschichte und die Leipziger Stadtgeschichte.
Katrin Löffler lebt und arbeitet in Leipzig.

## Schriften (Auswahl)

### Als Autorin
- Die Zerstörung. Dokumente und Erinnerungen zum Fall der Universitätskirche Leipzig. Benno-Verlag, Leipzig 1993, ISBN 978-3-7462-1068-1.
- mit Iris Schöpa und Heidrun Sprinz: Der Leipziger Südfriedhof. Geschichte, Grabstätten, Grabdenkmäler. Edition Leipzig, Berlin 2000, ISBN 978-3-361-00526-6.
- Anthropologische Konzeptionen in der Literatur der Aufklärung. Autoren in Leipzig 1730–1760 (= Literatur und Kultur. Reihe B: Studien. Band 1). Leipziger Universitätsverlag, Leipzig 2005, ISBN 978-3-86583-077-7.
- Die Musen in der Amtsstube. Christian Felix Weisse (1726–1804). Begleitband zur Ausstellung (= Kunst-Stücke). Universität Leipzig, Leipzig 2006, ISBN 978-3-934178-62-5.
- Hundert Heilige entdecken & erkennen. Der Taschenführer für Kunst und Kirche. Herder, Freiburg im Breisgau 2010, ISBN 978-3-451-32503-8.
- Gründer.Zeit.Geist. Leipzig wird Großstadt. Das Buch zur Ausstellung. Bürgerverein Waldstraßenviertel, Leipzig 2011, DNB 1043165703
- Keine billige Gnade. Siegfried Theodor Arndt und das christlich-jüdische Gespräch in der DDR. Olms, Hildesheim u. a. 2011, ISBN 978-3-487-14508-2.
- Systemumbruch und Lebensgeschichte. Identitätskonstruktion in autobiographischen Texten ostdeutscher Autoren. Leipziger Universitätsverlag, Leipzig 2015, ISBN 978-3-86583-948-0.
- Leipziger Herbst 1989. Sonderdruck aus: Ulrich von Hehl (Hrsg.): Geschichte der Stadt Leipzig. Band 4: Vom Ersten Weltkrieg bis zur Gegenwart. Leipziger Universitätsverlag, Leipzig 2019, ISBN 978-3-86583-804-9.
- Leipzig und der Kolonialismus. Eine Spurensuche. Passage-Verlag, Leipzig 2021, ISBN 978-3-95415-116-5.
- Leipzigs alter jüdischer Friedhof im Johannistal. Lehmstedt, Leipzig 2022, ISBN 978-3-95797-138-8.
- Pyramiden an der Pleiße. Die Rezeption des Alten Ägypten in Leipzig. Lehmstedt, Leipzig 2025, ISBN 978-3-95797-212-5.

### Als Herausgeberin
- mit Ludwig Stockinger: Christian Felix Weiße und die Leipziger Aufklärung. Olms, Hildesheim 2006, ISBN 978-3-487-13207-5.
- mit Nadine Sobirai: Johann Christian Müller: Meines Lebens Vorfälle und Neben-Umstände. Erster Teil: Kindheit und Studienjahre (1720–1746). Lehmstedt, Leipzig 2007, ISBN 978-3-937146-44-7.
- Als Studiosus in Pleiß-Athen. Autobiographische Erinnerungen von Leipziger Studenten des 18. Jahrhunderts. Lehmstedt, Leipzig 2009, ISBN 978-3-937146-68-3.
- mit Nadine Sobirai: Johann Christian Müller: Meines Lebens Vorfälle und Neben-Umstände. Zweiter Teil: Hofmeister in Pommern (1746–1755). Lehmstedt, Leipzig 2013, ISBN 978-3-942473-04-0.
- Der "neue Mensch". Ein ideologisches Leitbild der frühen DDR-Literatur und sein Kontext. Leipziger Universitätsverlag, Leipzig 2013, ISBN 978-3-86583-726-4.
- Wissen in Bewegung. Gelehrte Journale, Debatten und der Buchhandel der Aufklärung (= Beiträge zur Kommunikationsgeschichte. Band 33). Steiner, Stuttgart 2020, ISBN 978-3-515-12592-5.
- Die Entstehung von deutschsprachigen Fachzeitschriften im 18. Jahrhundert. Steiner, Stuttgart 2025, ISBN 978-3-515-14007-2.